# Soledad O'Brien
María de la Soledad Teresa O'Brien (née le 19 septembre 1966) est une journaliste américaine de télévision et productrice exécutive. Depuis 2016, O'Brien est l'animatrice de l'émission "Matter of Fact with Soledad O'Brien", un talk-show hebdomadaire diffusé à l'échelle nationale et produit par Hearst Television. Elle est présidente du Starfish Media Group, une société de production et de distribution de médias multiplateformes qu'elle a fondée en 2013. Elle est également membre du conseil d'administration des Peabody Awards, présentés par le Henry W. Grady College of Journalism and Mass Communication de l'Université de Géorgie.
O'Brien a co-présenté l'émission American Morning de CNN de 2003 à 2007, et a été l'animatrice de l'émission matinale de CNN Starting Point de 2012 à 2013,. En 2013, O'Brien est devenue correspondante spéciale pour l'émission d'actualités America Tonight d'Al Jazeera America, et a également été correspondante pour l'émission Real Sports with Bryant Gumbel sur HBO, jusqu'au dernier épisode de l'émission en décembre 2023.
O'Brien est née à St. James, New York.